# Pleistozän-Park
Der Pleistozän-Park (russisch Плейстоценовый парк, englisch Pleistocene Park) ist ein wissenschaftlich begleitetes ökologisches Experiment und Klimaschutzprojekt in Ostsibirien am Unterlauf des Flusses Kolyma südlich der Siedlung Tscherski.
Ziel des Projektes ist, das die Erderwärmung beschleunigende Auftauen des Permafrostbodens zu vermindern, indem – in Anlehnung an das Konzept des Pleistocene Rewilding und die Megaherbivorenhypothese − durch Wiederansiedlung großer Pflanzenfresser das einst für dieses Gebiet typische Weideökosystem der Arktis des späten Pleistozäns wiederhergestellt wird. Hierfür wurden in einem eingezäunten Areal von 144 Quadratkilometern Fläche Jakuten-Pferde, Rentiere und Elche angesiedelt. Im Herbst 2010 kamen Moschusochsen von der Wrangelinsel hinzu, im Frühjahr 2011 Europäische Wisente und Altai-Marale, 2021 Trampeltiere und Ziegen. Weiterhin wird die Ansiedlung Sibirischer Tiger in Erwägung gezogen.
Ins Leben gerufen wurde das Projekt 1996 von dem russischen Wissenschaftler Sergei Simow. Mittlerweile hilft auch sein Sohn Nikita Simow bei der Verwaltung des Parks.

## Wiederherstellung der Steppentundra

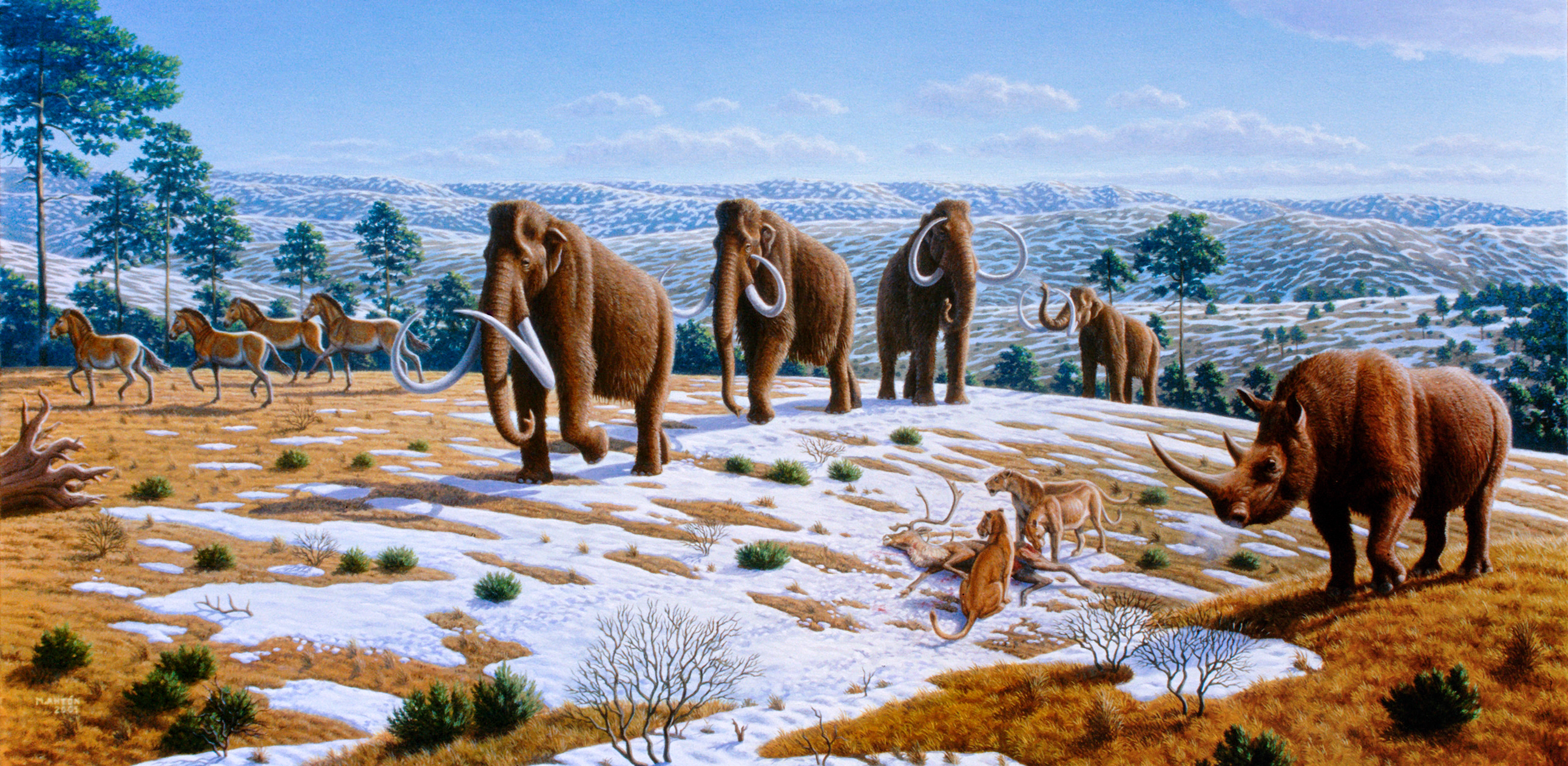
Pleistozän-Fauna

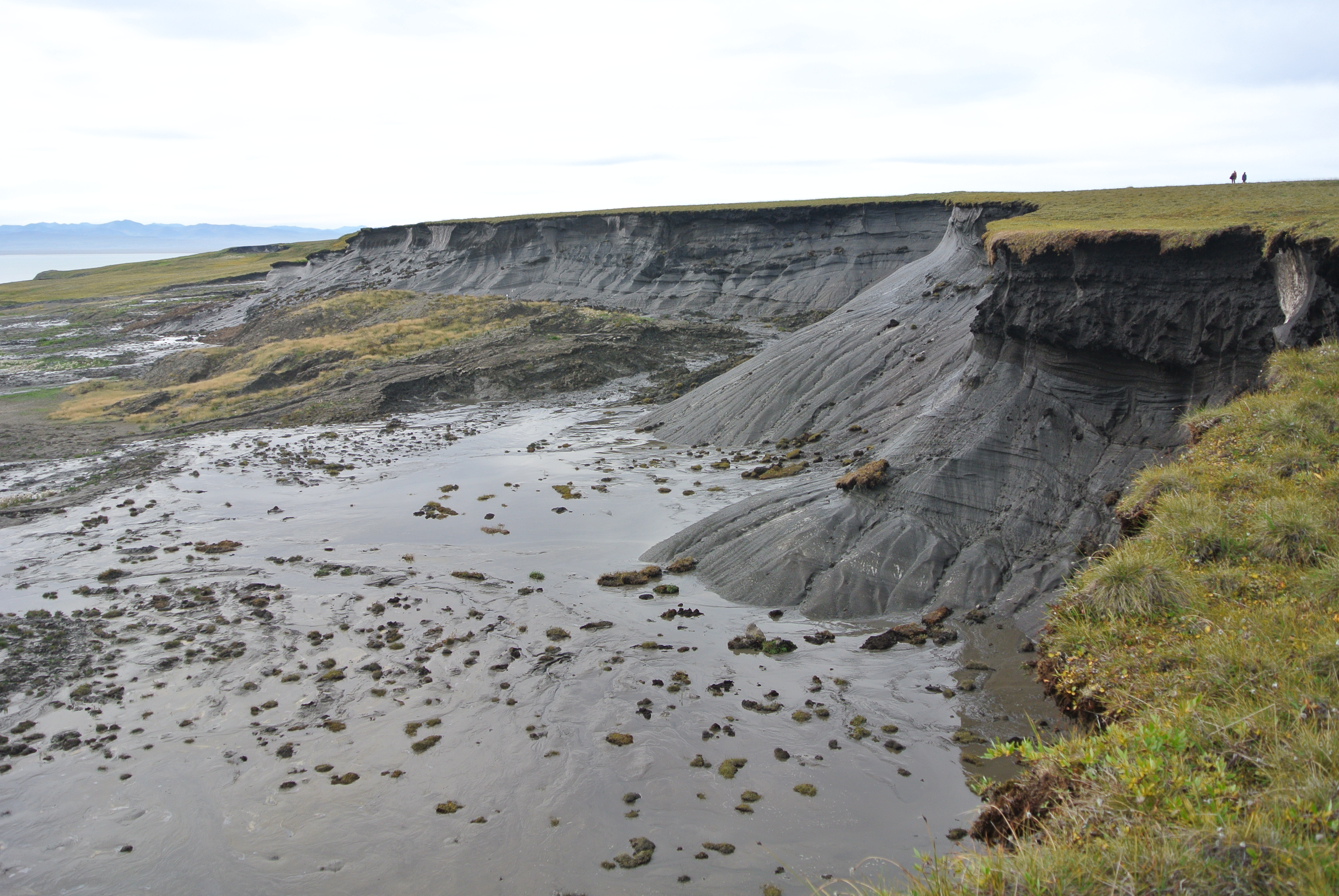
Schmelzender Permafrost

Man geht davon aus, dass die Tundra- und Taigagebiete des Parks durch die große Zahl der Weidetiere in eine Mammutsteppe transformiert werden, die am Ende des Pleistozäns zusammen mit zahlreichen Großtierarten verschwand. Ein Zaun soll die Tiere am Verlassen des Gebietes hindern, bis sich ihre Populationen etabliert haben. Man liebäugelt bereits damit, das Wollhaarmammut als die wichtigste Charakterart der Mammutsteppe einzuführen, falls es eines Tages durch gentechnische Methoden wieder erweckt werden könnte.

## Verringerung der Erderwärmung
Beim Pleistozän-Park-Experiment geht es nicht nur darum, die Steppentundra (eine Gras-Kältesteppe) mit ihrer Megaherbivoren-Fauna wiederauferstehen zu lassen, sondern auch um ein wichtiges Element im Rahmen der Erderwärmungsvermeidung (oder zumindest -verzögerung). Im Permafrost der Arktis ist ungefähr doppelt so viel Kohlenstoff gebunden, wie zurzeit weltweit in der Atmosphäre als Kohlendioxid frei vorhanden ist. Im Rahmen der Erderwärmung fängt der Permafrost nun an zu tauen und den gebundenen Kohlenstoff freizusetzen – teilweise als Kohlendioxid, aber auch zu erheblichen Teilen als Methangas, das einen um ein Vielfaches stärkeren Treibhauseffekt hat als Kohlendioxid. Durch die Wiederherstellung der Steppentundra mit ihrer hohen Tierdichte soll das Auftauen des Permafrostes verhindert oder zumindest verzögert und so die Erderwärmung gedämpft werden. Die zugrundeliegende Theorie ist, dass zum einen die Megaherbivoren-Herden im Winter die isolierende Schneedecke zerstören und so der Boden wesentlich stärker auskühlen kann und dass zum anderen die von den Megaherbivoren geschaffene Steppentundra eine ganzjährig wesentlich höhere Albedo (Sonnenlichtrückstrahlung) aufweist als die existierende Tundra und Taiga, der Boden sich somit weniger stark aufwärmt.

## Größe und Verwaltung
Der Pleistozän-Park ist ein 20 km² großes wissenschaftliches Naturschutzgebiet (Sakasnik), das aus Weidengebüsch, Grasland, Sümpfen, Wäldern und einer Vielzahl von Seen besteht. Die Durchschnittstemperatur im Januar beträgt etwa −33 °C und im Juli +12 °C; die jährliche Niederschlagsmenge beträgt 200–250 mm.
Der Park ist im Besitz einer gemeinnützigen Gesellschaft, der Pleistocene Park Association, bestehend aus den Ökologen der Northeast Science Station in Tscherski und dem Grassland Institute in Jakutsk, und wird von ihr verwaltet. Das derzeitige Parkgebiet wurde dem Verein vom Staat überschrieben und ist von der Grundsteuer befreit. Das Reservat ist von einer 600 km² großen Pufferzone umgeben, die von der Regionalregierung dem Park hinzugefügt werden soll, sobald sich die Tiere erfolgreich etabliert haben.
2019 wurde die Pleistocene & Permafrost Stiftung in Deutschland durch Michael Kurzeja und Bernd Zehentbauer gegründet und sieht sich als Brücke zwischen Wissenschaft – Politik – Unternehmen und Gesellschaft. Sie sorgen sich um die Finanzierung des Projektes, suchen Sachspenden wie Traktoren, Nutzfahrzeuge und Pick-ups, um den Park zu errichten, und finanzieren weitere Forschungsprojekte mit dem Max-Planck-Institut. Als Botschafter engagieren sich Dirk Steffens und Anabel Ternès.
Im Juli 2015 wurde die US-amerikanische Pleistocene Park Foundation gegründet, eine gemeinnützige Organisation (registriert in Pennsylvania, USA, mit dem Status 501(c), die sich der Akquise von privaten Spenden zur Finanzierung des Pleistocene Park widmet. Bis dahin war der Pleistocene Park ausschließlich durch die Mittel der Gründer finanziert worden, eine Praxis, die zunehmend unzureichend wurde.

## Weidetiere im Park
Derzeit befinden sich Weidetiere zahlreicher Arten im Parkareal, von denen manche bereits vor der Einrichtung des Parks in der Region lebten. Die genaue Zahl der Tiere ist geschätzt.
- 5–15 Elche – Elche gehören zu den einheimischen Arten. Einige Tiere wurden bereits mit der Einzäunung des großen Areals in den Park integriert.
- 40 Jakutische Pferde – Die halbwilden jakutischen Pferde sind in der Region heimisch. Sie wurden schon im Jahr 1996 in den Park gebracht.
- 15 Kalmücken-Rinder – Erstmals kam eine Gruppe Kalmücken-Rinder im Jahr 2018 in den Park.
- 20–30 Rentiere – Die Rentiere des Parks kommen aus der Tundra, ungefähr 100 Kilometer nördlich vom Pleistocene Park.
- 12 Amerikanische Präriebisons – Die erste Gruppe von Präriebisons wurde im Frühjahr 2019 aus Dänemark in den Pleistozän-Park gebracht.
- 3–4 Moschusochsen – Die Moschusochsen kamen von der Wrangelinsel in den Park.
- 18 Schafe – Die Schafe wurden im Jahr 2017 in den Park gebracht.
- 1 Wisent
- 8 Yaks – Yaks wurden im Frühjahr 2017 aus der Region des Baikalsees in den Park gebracht.

Seit 2021 sind außerdem Kamele und Ziegen im Park.

## Dokumentarfilme
- Grant Slater: Mammoth. Englischsprachige Kurzdokumentation (Länge: 26 min) im Auftrag von The Atlantic zu der Reportage: Welcome to Pleistocene Park von Ross Andersen, 2017
- Barbara Lohr: Sibirien: Die Helden der Urzeit. Arte-Reportage, Frankreich 2017, Länge: 36 min, frei verfügbar bis 5. November 2037
- Nora Bergenthal, Frank Siegwart: Sibirien – Zurück in die Eiszeit. Terra X 2020, Länge: 43 min, frei verfügbar bis 9. Februar 2023
- Denis Sneguirev: Zurück in die Eiszeit – Die Zimov-Hypothese. Arte, Frankreich 2021, Länge: 91 min, Filmhomepage: L'Hypothese Zimov – Le Film
- Luke Griswold-Tergis: Pleistocene Park. Dokumentarfilm, USA 2022, Länge 100 min